# Carlotta Giovannini
Carlotta Giovannini (Castel San Pietro Terme, 5 de julio de 1990) es una deportista italiana que compitió en gimnasia artística, especialista en la prueba de salto de potro.
Ganó tres medallas en el Campeonato Europeo de Gimnasia Artística entre los años 2006 y 2008. Participó en los Juegos Olímpicos de Pekín 2008, ocupando el sexto lugar en su especialidad.

## Palmarés internacional
| Campeonato Europeo | Campeonato Europeo         | Campeonato Europeo | Campeonato Europeo   |
| Año                | Lugar                      | Medalla            | Prueba               |
| ------------------ | -------------------------- | ------------------ | -------------------- |
| 2006               | Volos (Grecia)             | Medalla de oro     | Concurso por equipos |
| 2007               | Ámsterdam (Países Bajos)   | Medalla de oro     | Salto de potro       |
| 2008               | Clermont-Ferrand (Francia) | Medalla de plata   | Salto de potro       |